# Acosmetia stagnicolor
Acosmetia stagnicolor är en fjärilsart som beskrevs av Philogène Auguste Joseph Duponchel. Acosmetia stagnicolor ingår i släktet Acosmetia och familjen nattflyn. Inga underarter finns listade i Catalogue of Life.